# Jahangir Razmi
Jahangir Razmi (Perzisch: جهانگیر رزمی; Arak, 16 december 1947) is een Iraans fotograaf. 

## Biografie
Razmi was twaalf jaar oud toen hij zijn eerste fotocamera (een Lubitel-2) aanschafte. Hij hielp zijn neef in een fotostudio en werkte later voor een studio in Teheran. Hij diende in het Iraanse leger, maar een militaire carrière was voor hem niet weggelegd. Hij hield zich liever bezig in de donkere kamer op de basis. Sinds 1973 werkte hij als fotograaf voor de Iraanse krant Ettela'at.
Op 27 augustus 1979, om half vijf 's middags, fotografeerde Razmi in Sanandaj een Iraans vuurpeloton op het moment dat zij een groep van elf Koerdische militanten doodschoot. Deze gebeurtenis maakte deel uit van de Iraanse Revolutie. Razmi was naar Sanandaj afgereisd met journalist Khalil Bahrami, een vriend van de rechter die de Koerden op die dag ter dood veroordeelde. Hij gebruikte een Nikon FE met een lens van 28 millimeter. De foto, met als benaming Firing Squad in Iran (Nederlands: Vuurpeloton in Iran), werd eerst gepubliceerd in de Ettela'at en vervolgens zonder naamsvermelding verspreid door het Amerikaanse persbureau United Press International. Mohammed Heydari, de hoofdredacteur van de Ettela'at, besloot de identiteit van de fotograaf geheim te houden, omdat Razmi anders mogelijk gevaar zou lopen.
In 1980 kreeg de indertijd nog onbekende fotograaf een Pulitzerprijs toegekend. Het was voor het eerst dat een anonieme fotograaf deze prijs won. Aan het einde van de jaren tachtig nam Mazri ontslag bij de Ettela'at. In 2006 achterhaalde Wall Street Journal-schrijver Joshua Prager de werkelijke identiteit van de fotograaf. Een interview met Razmi werd op 2 december 2006 in de Wall Street Journal gepubliceerd. In 2007 nam Razmi de prijs eindelijk in ontvangst.